# Recherchefjorden

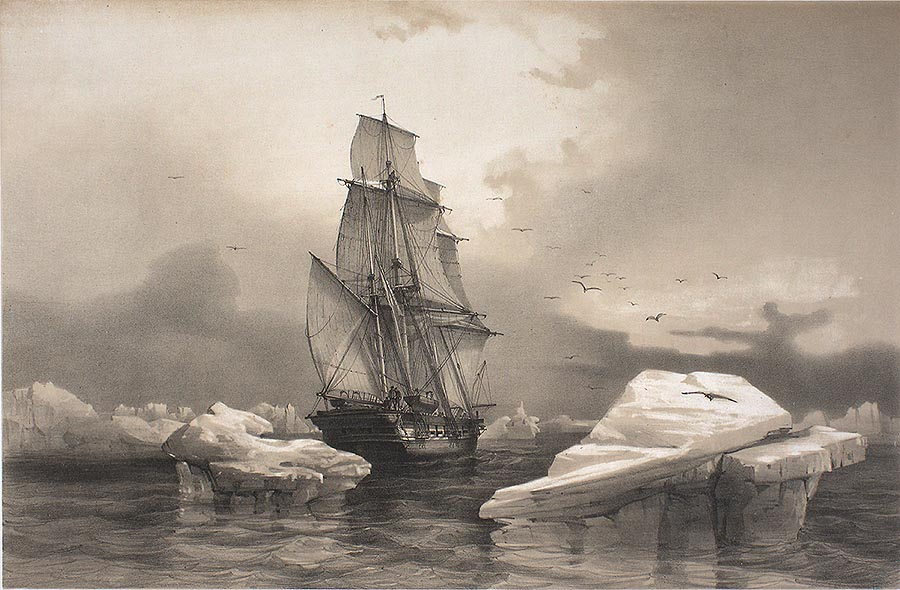
Auguste Mayer, La Recherche

Recherchefjorden – fiord po południowej stronie fiordu Bellsund na Spitsbergenie.

## Historia
Fiord nazwany został na cześć francuskiego statku La Recherche, który przypłynął na Spitsbergen w 1838 i 1839. Przed zmianą nazwy fiord określano z duńska Schoonhaven (pol. "czysta zatoka") od początku XVII w. Funkcjonowała również angielska nazwa Ice Bay. Oba kraje posiadały we fiordzie bazy wielorybnicze w 1. poł. XVII w. Najbardziej znaną była Lægerneset po wschodniej stronie fiordu.